# Phrynobatrachus bequaerti
Espèce
Synonymes
- Arthroleptis bequaerti Barbour & Loveridge, 1929

Statut de conservation UICN

 LC  : Préoccupation mineure
Phrynobatrachus bequaerti est une espèce d'amphibiens de la famille des Phrynobatrachidae.

## Répartition
Cette espèce se rencontre entre 2 400 et au moins 3 000 m d'altitude dans le nord-ouest du Burundi, dans l'est de la République démocratique du Congo et dans l'ouest du Rwanda,.

## Étymologie
Cette espèce est nommée en l'honneur de Joseph Charles Bequaert.

## Publication originale
- Barbour & Loveridge, 1929 : A new frog of the genus Arthroleptis from the Belgian Congo. Proceedings of the New England Zoölogical Club, vol. 11, p. 25-26 (texte intégral).